# Evoluzione territoriale dell'Italia
L'evoluzione territoriale dell'Italia è avvenuta in differenti momenti storici e politici; nella presente pagina sono indicati tutti i cambiamenti territoriali dello Stato italiano dal 1861 a oggi.

## Modifiche

### 1861
Nel 1861 venne creato il Regno d'Italia. Con la prima convocazione del Parlamento italiano del 18 febbraio 1861 e la successiva proclamazione del 17 marzo, Vittorio Emanuele II fu proclamato il primo Re d'Italia.
La Sicilia fu la prima regione annessa; le frazioni San Martino e Casaccia di Campione situate sulla sponda opposta del lago di Lugano, con la Convenzione italo-svizzera di Lugano passarono alla Svizzera.

### 1866
Con la Pace di Vienna venne annesso all'Italia il residuo Veneto austriaco (la Valle d'Ampezzo era allora parte integrante del Tirolo e rimase austriaca), quasi tutto il Friuli (eccetto il Cervignanese, la zona tra Judrio e Isonzo, e quella tra il fiume Pontebba e lo spartiacque di Camporosso. La conca di Tarvisio era allora parte integrante della Carinzia e rimase anch'essa austriaca), Mantova e la parte orientale della odierna omonima provincia.

### 1870
Con la Presa di Roma del 20 settembre 1870 e il relativo plebiscito venne annesso lo Stato Pontificio, formato allora dalla maggior parte dell'odierno Lazio.
In questo anno venne unificata politicamente tutta la penisola italiana, ad eccezione della Serenissima Repubblica di San Marino, per la prima volta dai tempi dell'Impero romano.

### 1873
L'Impero austro-ungarico occupa militarmente l'arcipelago di Pelagosa.

### 1919
Con la Conferenza di Parigi vennero annessi all'Italia il Trentino, compresi i comuni di Magasa e di Valvestino oggi in provincia di Brescia, l'Alto Adige fino al Brennero, la conca di Ampezzo, la conca di Tarvisio fino al villaggio di Thörl, la sella di Dobbiaco, Pontebba austriaca.
Furono occupate militarmente per un paio d'anni, ma non annesse, le aree della Dalmazia promesse dal Trattato segreto di Londra, che erano una delle ragioni che avevano fatto entrare l'Italia nella prima guerra mondiale.

### 1920
Con il Trattato di Rapallo furono annessi all'Italia la Venezia Giulia orientale, Trieste, l'Istria, Zara, Cherso, Lussino, Pelagosa e Lagosta.
Con il Trattato di Tirana l'isola di Saseno fu annessa all'Italia, già occupata dalle forze armate italiane dal 1914 e annessa alla provincia di Zara.

### 1924
Con il trattato di Roma gran parte dello Stato libero di Fiume passò all'Italia. Rimanevano esclusi l'entroterra di Fiume e il porto Baross, nella foce del fiume Eneo, che furono annessi alla Jugoslavia.
La frazione di Thörl (in italiano Porticina), nella conca di Tarvisio, passò dall'Italia all'Austria e il confine venne arretrato fino a Coccau.

### 1929
Con i Patti Lateranensi si ebbe la nascita della Città del Vaticano. L'Italia perse 0,44 km².

### 1932
Definizione ufficiale dei confini tra Italia e Città del Vaticano.

### 1941
Annessione all'Italia della provincia di Lubiana, di Cattaro, delle isole dalmate e di metà della Dalmazia, che formarono il Governatorato della Dalmazia. Questa annessione fu ufficialmente riconosciuta solo dagli stati dell'Asse e durò fino al settembre 1943.

### 1942
Con una convenzione italo-svizzera venne determinato e rettificato il confine al passo del Fieno tra Livigno e Pontresina, inoltre venne determinato il confine sulla testata della valle Orsera tra Livigno e Poschiavo, sul monte Masuccio tra Brusio e Tirano, della testata del torrente Lovero tra Villa di Chiavenna e Castasegna. Inoltre venne determinato anche il confine sul Ponte del Mut d'Avers e la sommità di Cimalmotta (Val di Lei) tra i comuni di Avers, Innerferrera e Piuro. Un altro confine determinato era sul Passo Baldiscio tra Mesocco e Isolato (ora Madesimo). 
Nel Comasco venne ratificato il confine nel versante sinistro di Val di Gotta fra Arogno e Pellio Intelvi, poi in località Costa di Sella tra Muggio e San Fedele Intelvi, nel varesotto sul Laghetto di Lavena (Lago di Lugano) tra Ponte Tresa, Caslano e Lavena Ponte Tresa, sul Tresa tra Ponte Tresa, Croglio, Monteggio, Lavena Ponte Tresa e Cadegliano-Viconago. Nel Varesotto venne ratificato il confine tra Monticello di Finardo e la Punta di Polà tra Indemini e Veddasca.
Nell'ossolano venne ratificato il confine sul Passo di Gries tra Ulrichen e Formazza. Tra la rotabile del Sempione e Pizzo l'Omo, tra i comuni di Zwischbergen e Trasquera. Sulla Punta Gnifetti nei pressi del Rifugio Regina Margherita venne rettificato il confine tra Zermatt, Macugnaga e Alagna Valsesia. Presso il Rifugio Principe di Piemonte sul Passo del Teodulo venne ratificato il confine tra Zermatt e Valturnenza (oggi Valtournenche).

### 1947
Oltre a perdere le colonie, con il trattato di Parigi l'Italia perse tutti i territori occupati nella seconda guerra mondiale, cedette alla Francia il comune di Tenda, parte dei comuni di Briga (vedi anche Briga Alta)  e Olivetta San Michele (le frazioni di Piena e di Libri), il passo del Monginevro, la zona del monte Chaberton, la Valle Stretta del monte Thabor, la zona del colle del Moncenisio ed una parte del territorio del colle del Piccolo San Bernardo, cedette alla Jugoslavia quasi tutta la Venezia Giulia, il territorio della provincia di Zara, l'isola di Lagosta e l'arcipelago di Pelagosa e cedette al neonato Territorio Libero di Trieste parte della Venezia Giulia.

### 1953
Con una convenzione italo-svizzera, lungo l'asse della Roggia Molinara, tra Chiasso e Como, venne rettificato il confine.

### 1954
Passaggio della zona A del Territorio Libero di Trieste all'amministrazione italiana (ad eccezione di alcune frazioni del comune di Muggia).

### 1955
In Val di Lei (provincia di Sondrio) in seguito all'Accordo di Roma, 0,50 km² passarono alla Svizzera per la costruzione della diga idroelettrica sul Reno di Lei. Una particella di analoga estensione, sempre nel comprensorio della Val di Lei, venne ceduta dalla Svizzera all'Italia in compensazione, ai sensi e per gli effetti della Convenzione tra la Confederazione Svizzera e la Repubblica Italiana concernente una modificazione di confine nella Valle di Lei, conclusa il 25 novembre 1952 ed entrata in vigore il 23 aprile 1955.

### 1974
Il confine, che divideva Claviere tra Italia e Francia, venne fatto passare oltre le case del paese.

### 1975
Col Trattato di Osimo venne annessa la zona A del Territorio Libero di Trieste amministrata dal 1954 e contemporaneamente l'Italia rinunciò a ogni pretesa sulla zona B, in amministrazione jugoslava. 
Nella stessa occasione furono stabilite alcune rettifiche territoriali a vantaggio dell'Italia come la restituzione della cima del Monte Sabotino, in cambio della costruzione da parte italiana della cosiddetta Strada di Osimo (necessaria per collegare direttamente Nova Gorica col Collio sloveno senza dover risalire la valle dell'Isonzo fino a Plava), l'evacuazione di alcune sacche di occupazione jugoslave in territorio italiano nella zona del Monte Colovrat e la sistemazione dello status del Cimitero di Merna, diviso dal confine dal 1947 e con il filo spinato ed una rete metallica che passava tra le tombe, passato interamente sotto sovranità jugoslava in cambio di un equivalente porzione di territorio ceduto all'Italia nelle sue immediate vicinanze.

### 1976
Con una convenzione italo-svizzera venne ratificato il confine sul torrente Breggia nei pressi della Roggia Molinara, e 1 285 m² passarono all'Italia mentre 1 285 m² passarono alla Svizzera.

### 1985
Il 31 gennaio, dopo che entrò in vigore una convenzione italo-svizzera su due rettifiche di confine nei pressi di Chiasso (Pedrinate e Valico dei Mulini), al Valico dei Mulini 426 m² passarono all'Italia e 426 m² passarono alla Svizzera. Mentre a Pedrinate sulla rotabile Pedrinate–Drezzo 132 m² passarono alla Svizzera dall'Italia e 132 m² passarono dalla Svizzera all'Italia.

### 1992
Con una convenzione italo-svizzera, nei pressi della diga di Livigno che forma il Lago del Gallo 21 020 m² passarono alla Svizzera e 21 020 m² passarono all'Italia.

### 2017
In seguito ad un accordo italo-sloveno firmato a Trieste nel 2014, viene modificato il confine tra i due stati lungo il torrente Barbucina (Čubnica) a causa di un leggero spostamento del corso d'acqua che funge da linea di confine.

### 2024
In seguito ad un accordo italo-svizzero viene modificato il confine tra i due stati nell'area del Cervino a causa dei mutamenti nei ghiacciai dovuti al riscaldamento climatico.

L'Italia nei confini odierni.